# Marija Dobronega
Marija Dobronega Kijevska (ukrajinsko Добронега Володимирівна, Dobronega Volodimirivna, poljsko Dobroniega Maria) je bila kneginja Kijevske Rusije iz Rurikidske dinastije in s poroko s Kazimirjem Obnoviteljem vojvodinja Poljske, * 1012, † 13. december 1087.

## Življenje
Marija je bila najmlajši otrok velikega kijevskega kneza Vladimirja I. Ime matere je sporno, ker je bil Vladimir I. poročen sedem krat in bil oče veliko zakonskih in nezakonskih otrok. 
S Kazimirjem I. Obnoviteljem se je poročila okoli leta 1040. Poroka je Kazimirju pomagala pridobiti podporo pri njegovem ponovnem prevzemu poljskega prestola. Kazimir je pred poroko že dvakrat poskušal prevzeti prestol, vendar mu je obakrat spodletelo. V tretjem poskusu mu je ob podpori Marijinega brata Jaroslava  Modrega to uspelo.
Marija in Kazimir I. sta imela pet otrok:
- Boleslava II. Smelega (ok. 1043 –  2./3. april 1081/1082),
- Vladislava I. Hermana (ok. 1044 –  4 junij 1102),
- Mješka (16. april 1045 – 28. januar 1065),
- Otona (ok. 1046 – 1048) in
- Svjetoslavo (ok. 1048 – 1. september 1126), poročeno okoli leta 1062 z vojvodo in kasnejšim češkim kraljem Vratislavom II.

Marijin mož je umrl 28. november 1058. Njun sin Boleslav je leta 1076 postal poljeski kralj Boleslav II. in se šteje za  najsposobnejšega kralja iz dinastija Pjastov. Leta 1079 je bil kljub temu odstavljen in izgnan iz države.